# Korps z.b.V. Förster
Het Korps z.b.V. Förster (Duits: Generalkommando z. b. V. Förster) was een Duits legerkorps van de Wehrmacht tijdens de Tweede Wereldoorlog, genoemd naar zijn commandant, Generalleutnant Sigismund von Förster. Het korps bestond kort eind 1942/begin 1943 op het schiereiland Taman. 

## Krijgsgeschiedenis

### Oprichting, inzet en einde
Het Korps z.b.V. Förster werd opgericht op 25 november 1942 bij het 17e Leger. Op dat moment was de naam Kommandostab z.b.V. Förster of Generalkommando z.b.V. Förster. Generalleutnant von Förster was daarvoor Korück 550.
Op 1 december 1942 beschikte het korps over de Slovaakse Snelle Divisie, en de Duitse 125e en 198e Infanteriedivisies. Op 1 januari 1943 stonden alleen de eerste twee nog onder bevel.
Op 26 januari 1943 werd de staf omgedoopt in Kommandant d. Halbinsel Taman en vanaf 2 februari 1943 in Befehlshaber Straße Kertsch.

## Bovenliggende bevelslagen
| Leger     | Legergroep     | Plaats/regio       | Begin            | Eind            |
| --------- | -------------- | ------------------ | ---------------- | --------------- |
| 17. Armee | Heeresgruppe A | Schiereiland Taman | 25 november 1942 | 26 januari 1943 |

## Commandant
| Rang            | Naam                  | Begin            | Eind            |
| --------------- | --------------------- | ---------------- | --------------- |
| Generalleutnant | Sigismund von Förster | 25 november 1942 | 26 januari 1943 |